# Antidesma pleuricum
Antidesma pleuricum är en emblikaväxtart som beskrevs av Louis René Tulasne. Antidesma pleuricum ingår i släktet Antidesma och familjen emblikaväxter.
Artens utbredningsområde är Filippinerna. Inga underarter finns listade i Catalogue of Life.